# Ulric II de Carniola
Ulric II (també Ulrich, Odalric, Oudalricus) (mort 13 de maig de 1112) va ser marcgravi d'Ístria i marcgravi de Carniola des 1098 fins al voltant de 1107. Era el segon fill d'Ulric I i de Sofia, filla de Bela I d'Hongria i, per tant, era de sang reial. Va succeir en els dos marcgraviats al seu germà Poppó II
Ulric va ser comte de Weimar quan encara era un nen el 1067. Va heretar les dues marques a la mort del seu germà Poppó II el 1098, però en va ser desposseït vers el 1107 quan van anar a Engelbert II de Sponheim, el pare del qual, Engelbert I de Sponheim (Engelbert I d'Ístria i de Carniola) havia precedit a Ulric II com a marcgravi a Ístria.
Ulric va ser descrit com Saxonie principus. Es va casar amb Adelaida (mort en 1146), filla de Lluís II de Turíngia, però sense deixar fills. Per la seva germana Adelaida la seva herència va acabar passant anys després a la casa d'Andechs i Merània.